# Gračane
Gračane, település Szerbiában, a Raškai körzet Novi Pazar községében.

## Népessége
- 1948-ban 248 lakosa volt.
- 1953-ban 278 lakosa volt.
- 1961-ben 300 lakosa volt.
- 1971-ben 227 lakosa volt.
- 1981-ben 141 lakosa volt.
- 1991-ben 53 lakosa volt.
- 2002-ben 28 lakosa volt, akik mindannyian szerbek.